# Paul Fleurot
Pour les articles homonymes, voir Fleurot.
 (mars 2020).
Si vous disposez d'ouvrages ou d'articles de référence ou si vous connaissez des sites web de qualité traitant du thème abordé ici, merci de compléter l'article en donnant les références utiles à sa vérifiabilité et en les liant à la section « Notes et références ».
Paul Fleurot, né le 20 décembre 1874 à Puligny-Montrachet (Côte-d'Or) et mort le 15 février 1946 à Cannes, est un journaliste et un homme politique français.

## Biographie
D'abord journaliste, Paul Fleurot se lance tôt dans la vie politique. Militant socialiste indépendant, il délégué lors du congrès de la salle Japy, en 1899, puis au congrès de la salle Wagram, l'année suivante, où il représente le comité républicain-socialiste. En 1905, il ne participe pas à la création de la SFIO. Deux ans plus tard, il est élu conseiller municipal de Paris, élu par le 5e arrondissement, et réélu sans interruption jusqu'en 1940. Il est vice-président du conseil municipal (Paris n'avait pas de maire à l'époque) à partir de 1919. Il devient aussi conseiller général de la Seine, puis président du conseil général.
Pendant la Première Guerre mondiale, Paul Fleurot est mobilisé. Il est adjoint à l'intendance dans l'armée d'Orient de 1917 à 1918.
Après l'armistice, il milite à nouveau chez les socialistes indépendants, puis se consacre uniquement à ses mandats parisiens. Il est commissaire général adjoint de l'exposition coloniale en 1930-1931.
En 1935, il est élu sénateur et s'inscrit au groupe de la Gauche démocratique. S'inspirant de son expérience d'élu local, Paul Fleurot contribue largement au projet de réforme des finances départementales et communales. À partir de 1938, il se consacre essentiellement à la commission des travaux publics. Il est rapporteur de la proposition de loi relative à la défense passive, après le déclenchement de la Seconde Guerre mondiale, et intervient sur l'organisation des transports.
Le 10 juillet 1940, Paul Fleurot est l'un des quatre-vingts parlementaires qui votent contre les pleins pouvoirs à Philippe Pétain. Actif résistant, il est arrêté par les Allemands en 1941 et est condamné à six mois de prison. Il est incarcéré à Fresnes puis au fort de Dijon. Dès sa sortie de prison, il reprend ses activités de résistant.

## Décorations
- Commandeur de la Légion d'honneur
- Croix de guerre 1914–1918